# 勝木ゆかり
勝木 ゆかり（かつき ゆかり、1956年4月1日 - 福岡県出身）は、男女2人組インストゥルメンタルユニット「S.E.N.S.」（センス）のメンバーである。

## ディスコグラフィー（ソロのみ）
- 時が過ぎるように／別れ雨（1979年）
- Moonlight（2004年8月4日） TVアニメ「KURAU Phantom Memory」エンディング・テーマ
- INDIGO（2004年10月6日） TVアニメ「KURAU Phantom Memory」オリジナル・サウンドトラック
- CRIMSON（2004年12月16日） TVアニメ「KURAU Phantom Memory」オリジナル・サウンドトラック